# Mischocyttarus confusus
Mischocyttarus confusus är en getingart som beskrevs av Zikan 1935. Mischocyttarus confusus ingår i släktet Mischocyttarus och familjen getingar. Inga underarter finns listade i Catalogue of Life.